# Miss Undercover 2 – Fabelhaft und bewaffnet
Miss Undercover 2 – Fabelhaft und bewaffnet ist eine Actionkomödie aus dem Jahr 2005 und die Fortsetzung des Films Miss Undercover aus dem Jahr 2000. Sandra Bullock spielte wieder die Hauptrolle und hat den Film auch mitproduziert.

## Handlung
Drei Wochen nach den Ereignissen des ersten Films ist Gracie Hart berühmt, was sich allerdings auch negativ auf ihre Arbeit als Agentin auswirkt: Bei einem verdeckten Einsatz in einer Bank wird sie erkannt und dadurch zu einem Risiko für sich und ihre Kollegen. Das FBI, das gerade unter einem schlechten Image leidet, will die Bekanntheit und Beliebtheit von Hart allerdings auf anderem Gebiet nutzen: Sie soll zum Gesicht der Behörde bei TV-Auftritten und Pressekonferenzen werden. Die Afroamerikanerin Sam Fuller, mit der wegen ihres aggressiven Verhaltens kein Kollege mehr zusammenarbeiten will, wird mit Harts Personenschutz beauftragt. Hart und Fuller können sich nicht leiden, müssen aber von nun an zusammenarbeiten.
In der Zwischenzeit werden Miss United States Cheryl Frasier und der Moderator Stan Fields in Las Vegas entführt. Die Entführer fordern fünf Millionen US-Dollar Lösegeld von den Veranstaltern der Misswahlen. Hart wird zusammen mit ihrer ungeliebten Leibwächterin Fuller nach Las Vegas geschickt, wo Hart auf Pressekonferenzen über die Fortschritte der Ermittlungen informieren soll. Hart will aber nicht nur abwarten und auf Pressekonferenzen sitzen, sondern beginnt, selbst im Entführungsfall zu ermitteln, da die entführte Cheryl auch ihre Freundin ist. Sie findet heraus, dass nicht Cheryl das Ziel der Entführer war, sondern sie nur zufällig in die geplante Entführung von Stan Fields geraten ist. Fields hat zudem Spielschulden, was Hart auf die Spur eines Kredithais führt.
Den örtlichen FBI-Chef Walter Collins verärgern die eigenmächtigen Ermittlungen jedoch. Nachdem er Hart aufgefordert hat, sich aus seinen Ermittlungen herauszuhalten, fährt sie trotzdem damit fort, daher will er beide Agentinnen wieder nach New York zurückschicken. Die halten sich jedoch nicht an die Anweisungen und bleiben in der Stadt.
Sie erfahren, dass die Entführer früher in einer Show als Piraten auf einem nachgebauten Piratenschiff vor dem Hotel Treasure Island gearbeitet haben. Hart und Fuller finden die gefesselten Entführten im unteren Teil des Schiffes, der geflutet wird, und befreien sie in letzter Minute vor dem Ertrinken. Als Hart selbst im untergehenden Schiff eingeklemmt wird, kann ihre Kollegin Fuller sie befreien.
Der örtliche FBI-Chef hält noch vor Ort eine Pressekonferenz ab und feiert die Befreiung als seinen Erfolg, worauf Hart ihn wie aus Versehen anrempelt und ihn so vor der versammelten Presse ins Wasser stößt. Hart und Fuller haben sich durch ihre Erlebnisse schätzen gelernt und arbeiten von nun an als Partnerinnen zusammen.

## Ausstrahlung in Deutschland
Die deutsche Free-TV Premiere erfolgte am 3. Dezember 2007 auf Sat.1. Der Film erreichte in der werberelevanten Zielgruppe 2,15 Millionen Zuschauer (16,6 Prozent Marktanteil).

## Kritiken
„Fortsetzung der Erfolgskomödie ,Miss Undercover‘ (2000), in der der Wandel von der kriminalistischen Romanze zum femininen Buddy Movie vollzogen wird. Ganz auf seine Hauptdarstellerin Sandra Bullock und ihr Image zugeschnitten, vermag der mitunter recht raffinierte Film über weite Strecken gut zu unterhalten.“

„Sandra Bullock wollte mit diesem Aufguss wohl den Erfolg des Vorläufers wiederholen und hat diesen Nachfolger selbst produziert. Doch diese Neuauflage hat eine noch dürftigere Story und besticht höchstens durch seine Einfallslosigkeit und seine schrille Machart.“

Mike Clark schrieb in der USA Today, der Film sei „sporadisch amüsant“. Die Figur eines Schwulen scheine „aus 500 anderen Komödien ausgeliehen zu sein“.
Kevin Thomas schrieb in der Los Angeles Times vom 24. März 2005, das Drehbuch sei „furchtbar“ („dreadful“). Man könne zwar Sandra Bullock in jedem Film mögen, das reiche aber nicht, um den Film zu retten.

## Trivia
- Die Produktionskosten betrugen schätzungsweise 45 Millionen US-Dollar. Der Film spielte weltweit knapp über 100 Millionen US-Dollar ein.[8][9]

- Eileen Brennan, die im Film die Mutter von Stan Fields (William Shatner) spielt, ist in Wirklichkeit ein Jahr jünger als ihr Filmsohn.

- In dem Nobelhotel Venetian Resort Hotel, wo die tatsächlichen Dreharbeiten stattfanden, verfolgt Agentin Hart die blonde Country-Sängerin Dolly Parton, die einen filmischen Gastauftritt hat, und ringt sie nieder. Dabei erwähnen Hart und eine fremde Frau, den Dolly-Parton-Song Here You Come Again zu schätzen.

## Auszeichnungen
- 2005: Teen Choice Award für Sandra Bullock
- 2005: Nominierung für den Teen Choice Award für Sandra Bullock und Regina King für eine Tanzszene
- 2005: Nominierung für den BET Comedy Award für Regina King
- Die Deutsche Film- und Medienbewertung FBW in Wiesbaden verlieh dem Film das Prädikat „wertvoll“.[10]